# Calling/Breathless
『Calling/Breathless』（コーリング/ブレスレス）は、日本の男性アイドルグループ・嵐の通算40枚目となるシングル。2013年3月6日にジェイ・ストームから発売された。

## 概要
- 前作「Your Eyes」から約9か月ぶりのシングルとなる。（両A面シングルとしては、「明日の記憶/Crazy Moon ～キミ・ハ・ムテキ～」以来約3年10ヶ月ぶりとなる。）

- 初回限定盤A・B、通常盤の3形態での発売となり、それぞれ収録内容・ジャケット写真ともに異なる。

- 表題曲「Calling」は、メンバーの相葉雅紀主演 フジテレビ系火9ドラマ『ラストホープ』及び、前作に引き続き7作連続のドラマ主題歌である。

- 表題曲「Breathless」は、メンバーの二宮和也主演 東宝配給映画『プラチナデータ』の主題歌である。

- 初回限定盤Aには、「Calling」のビデオ・クリップを収録。監督は、「A・RA・SHI」「SUNRISE日本」「a Day in Our Life」「ナイスな心意気」「Lucky Man」「Step and Go」「まだ見ぬ世界へ」「ワイルド アット ハート」「Face Down」など多く手掛けた川村ケンスケ。

- 初回限定盤Bには、「Breathless」のビデオ・クリップを収録。監督は、「サクラ咲ケ」「truth」「風の向こうへ」「Believe」「Crazy Moon ～キミ・ハ・ムテキ～」「Monster」「Løve Rainbow」など多く手掛けた須永秀明。

- 通常盤には、カップリング曲「オーライ!!」「full of love」とオリジナル・カラオケ4曲を収録。

## チャート成績
- 2013年3月18日付のオリコン週間シングルチャートにおいて初登場で1位にランクインした[2]。

- 同チャートにおける嵐のシングルの1位獲得は「PIKA★★NCHI DOUBLE」から29作連続、通算36作目である。[2]また、このシングルで連続首位獲得年数記録が10年となり、これは史上6組目の達成である。[2]初動売上は約75.6万枚となった[2]。

- 男性アーティストで初動売上70万枚を突破したのはKAT-TUN「Real Face」以来6年11か月ぶりとなり、嵐としては「果てない空」の約57.2万枚を抜いてシングルの初動売上の最高記録を更新する結果になり(現在は「カイト」の初動売上91.1万枚)、累計売上は2020年8月現在「カイト」「A・RA・SHI」に次いで3番目に多い[2][5]。

## 収録曲

### CD

#### 通常盤・初回限定盤A
※「オーライ!!」以降、通常盤のみ収録。
1. Calling [3:59]
作詞：s-Tnk, eltvo
作曲：Andreas Johanssons, youwhich
編曲：石塚知生
  - 相葉雅紀主演 フジテレビ系ドラマ「ラストホープ」主題歌[6]
2. Breathless [4:57]
作詞：HYDRANT
作曲：Takuya Harada, Christofer Erixon, Joakim Björnberg
編曲：佐々木博史
  - 二宮和也主演 映画「プラチナデータ」主題歌[7]
3. オーライ!! [3:42]
作詞：Soluna
作曲：Fredrik "Figge" Boström
編曲：Trevor Ingram
4. full of love [3:47]
作詞：Shun・R.P.P.
作曲：Dr.hardcastle, Iggy Strange-Dahl
編曲：吉岡たく
5. Calling（オリジナル・カラオケ）
6. Breathless（オリジナル・カラオケ）
7. オーライ!!（オリジナル・カラオケ）
8. full of love（オリジナル・カラオケ）

#### 初回限定盤B
1. Breathless
2. Calling

### DVD

#### 初回限定盤A
1. 「Calling」ビデオ・クリップ

#### 初回限定盤B
1. 「Breathless」ビデオ・クリップ

## 収録アルバム
- LOVE（#1, 2）
- 5×20 All the BEST!! 1999-2019（#1, 2）
- ウラ嵐BEST 2012-2015（通常盤#3, 4）

## 映像作品
Calling
- ARASHI アラフェス'13 NATIONAL STADIUM 2013
- ARASHI Live Tour 2013 “LOVE”
- ARASHI LIVE TOUR 2014 THE DIGITALIAN

Breathless
- ARASHI アラフェス'13 NATIONAL STADIUM 2013
- ARASHI Live Tour 2013 “LOVE”
- ARASHI Anniversary Tour 5×20